# Jerónimo López Guarnido
Jerónimo López Guarnido (Sevilla, 1525-Lima, 1596). Abogado y maestro sanmarquino. Rector de la Universidad de San Marcos.

## Biografía
Licenciado en Leyes muy joven, se avecindó tempranamente en Panamá (1546), donde contribuyó a sofocar un levantamiento contra la autoridad regia. Pasó luego al Perú, acompañando al Pacificador La Gasca (1547). Pronto aparece como asesor letrado del Cabildo de Lima y del I Concilio Limense (1551). Amparado en su título, obtiene el grado de Doctor en Leyes en la Universidad de San Marcos, dictando lecciones de Artes en el Estudio General que se encontraba aún en el Convento de Santo Domingo (1570). Inicia luego, la enseñanza de la cátedra de Prima de Leyes (1571).

«El indio debe saber el Pater Noster, el Ave María, el Credo, la Salve, los Mandamientos y no más».
 Jerónimo López

Junto con un notable grupo de maestros, gestiona la secularización de la Universidad, y luego, colabora con la redacción de las primeras constituciones. Elegido rector (1575-76), logró que el virrey Toledo asigne al claustro sanmarquino las rentas provenientes de los repartimientos vacos. Elegido nuevamente rector (1578-79), pidió al Cabildo de Lima que se prohibiera a las órdenes religiosas tener estudios generales en sus conventos, para lograr que todos los estudiantes acudieran a la universidad.
Por la sólida defensa de las prerrogativas universitarias aun contra los privilegios de la ciudad, el cabildo lo reemplazó algún tiempo en sus funciones de asesor letrado. Posteriormente fue abogado de los presos de la Inquisición (1582) y defensor de los indios en la jurisdicción de la Real Audiencia de Lima. Murió el 15 de abril de 1596.
| Predecesor: Juan Herrera y de la Cruz | Rector de la Universidad de San Marcos 1575 - 1576 | Sucesor: Marcos de Lucio |
| Predecesor: Antonio Sánchez Renedo    | Rector de la Universidad de San Marcos 1578 - 1579 | Sucesor: Diego de Mora   |